# Tanya Gold
Tanya Gold (nacida el 31 de diciembre de 1973) es una periodista independiente británica.
Ha escrito para varios periódicos nacionales, entre ellos The Guardian, Daily Mail, The Independent, The Daily Telegraph, The Sunday Times, Evening Standard, New Statesman, The Oldie y para la revista The Spectator. También ha escrito para The New York Times.
En 2009, fue galardonada en la categoría de Escritora destacado del año en los British Press Awards. En 2010, ganó el premio a la escritora destacada del año en los premios de la prensa británica, y también fue nominada a columnista del año.
Gold es una republicana declarada.